# QCD en xarxa
QCD en xarxa (en anglès, lattice QCD) és una formulació matemàtica no pertorbativa per resoldre amb simulacions numèriques (en l'ordinador) la teoria de la cromodinàmica quàntica (QCD) que descriu les interaccions de quarks i gluons. Empra eines típiques de resolució d'una teoria de gauge formulada sobre una quadrícula, reticle o xarxa de punts en l'espai-temps. Quan la mida de la xarxa es pren infinitament gran i els seus punts infinitesimalment a prop els uns dels altres, es recupera la teoria contínua analítica de la QCD.
Les solucions analítiques o pertorbatives de la QCD a baixa energia són difícils o impossibles d'obtenir a causa de la naturalesa altament no lineal de la força forta i el gran valor de constant d'acoblament a baixes energies que fa impossible la convergència de les sèries d'expansió en potències de l'acoblament. Aquesta formulació de QCD en espai-temps discret en lloc de continu introdueix de manera natural un tall de moment a l'ordre 1/ a, on a és la separació entre punts de la xarxa, que regularitza la teoria. Com a resultat, la QCD en xarxa està matemàticament ben definida i proporciona un marc per a la investigació de fenòmens no pertorbatius com el confinament de color i la formació del plasma de quarks i gluons, que són intractables altrament mitjançant les teories de camp analítiques.
En la QCD en xarxa, els camps que representen els quarks es defineixen als punts del reticle (la qual cosa condueix a la duplicació de fermions), mentre que els camps de gluons es defineixen als enllaços que connecten els llocs veïns. Aquesta aproximació s'aproxima al continu QCD ja que l'espai entre els punts de la xarxa es redueix a zero. Com que el cost computacional de les simulacions numèriques augmenta a mesura que disminueix l'espai entre punts, els resultats s'han d'extrapolar al cas a = 0 (anomenat "límit del continu") mitjançant càlculs repetits amb diferents separacions a.
Els càlculs de QCD en xarxa numèrica que utilitzen mètodes de Monte Carlo poden ser extremadament intensius en temps de càlcul, i requereixen l'ús dels superordinadors més potents disponibles. Per tal de reduir el cost computacional, es pot utilitzar l'anomenada aproximació extingida, en la qual els camps de quarks es tracten com a variables "congelades" no dinàmiques. Tot i que això era comú en els primers càlculs de QCD en xarxa, ara els fermions "dinàmics" són estàndard. Aquestes simulacions utilitzen normalment algorismes basats en la dinàmica molecular o algorismes de conjunt microcanònic.
Actualment, la QCD en xarxa s'aplica principalment a densitats baixes on el problema del signe numèric no interfereix amb els càlculs. Els mètodes de Monte Carlo estan lliures del problema del signe quan s'apliquen al cas de QCD amb el grup de mesura SU(2) (QC2D).
Nombroses resultats han estat així obtinguts. Per exemple, la massa del protó s'ha determinat teòricament amb un error inferior al 2 per cent. La QCD en xarxa prediu que la transició dels quarks confinats al plasma de quarks i gluons es produeix al voltant d'una temperatura de 150 MeV (1,7×1012 K), dins del rang de mesures experimentals.
Els càlculs de QCD en xarxa també s'han utilitzat com a referència per a la computació d'alt rendiment, amb un enfocament desenvolupat originalment en el context del superordinador Blue Gene d'IBM.

## Tècniques

### Simulacions de Monte-Carlo
El mètode de Monte Carlo mostreja pseudoaleatòriament un gran espai de variables. La tècnica de mostreig d'importància utilitzada per a seleccionar les configuracions de gauge en la simulació de Monte Carlo imposa l'ús del temps euclidià, mitjançant una rotació Wick de l'espai-temps.

### Fermions a la xarxa
La QCD en xarxa és una manera de resoldre la teoria de QCD de forma exacta, a partir de primers principis, sense cap hipòtesi, fins a la precisió desitjada. Tanmateix, a la pràctica la potència de càlcul és limitada, la qual cosa requereix un ús intel·ligent dels recursos disponibles. Cal escollir una acció que ofereixi la millor descripció física del sistema, amb el mínim d'errors, utilitzant la potència computacional disponible

### Teoria de la pertorbació de la xarxa
En la teoria de la pertorbació en xarxa, la matriu de dispersió s'amplia en potències de l'espaiat de la xarxa, a. Els resultats s'utilitzen principalment per a renormalitzar els càlculs Monte Carlo de Lattice QCD. En els càlculs pertorbatius, tant els operadors de l'acció com els propagadors es calculen a la xarxa i s'expandeixen en potències d'a. Quan es renormalitza un càlcul, els coeficients de l'expansió s'han de fer coincidir amb un esquema continu comú, tal com l'esquema MS-bar, en cas contrari els resultats no es poden comparar. L'expansió s'ha de dur a terme en el mateix ordre en l'esquema continu i en el de la xarxa.

### Informàtica quàntica
Les teories de gauge U(1), SU(2) i SU(3) es poden reformular en la xarxa de forma que es puguin simular mitjançant "manipulacions de qubit de gir" en un ordinador quàntic universal.